# معركة جنجالة
معركة جنجالة (بالإسبانية: Batalla de al-Luŷŷ)‏ وفي الروايات الإسلامية تسمى موقعة البسيط ، وقعت في يوم الجمعة 20 شعبان عام 540 هـ (5 فبراير 1146)، قرب بلدة البسيط الإسبانية بمقربة من جنجالة (التي تسمى حاليا تشينتشيا دي مونتي) بين قوتي مملكة قشتالة وقوات المسلمين.

## المعركة

### في المصادر الإسلامية
لم تمض أيام قلائل، على مقدم ابن هود، حتى جاءت الأنباء باعتداء النصارى على أحواز شاطبة، ومبادرة عبد الله ابن سعد بعسكر بلنسية لقتالهم. فأسرع ابن عياض وابن هود في قواتهما لنجدته. والتقى المسلمون والنصارى في موضع يسمى «باللج» في ظاهر بلدة البسيط على مقربة من جنجالة، في يوم الجمعة 20 شعبان سنة 540 هـ (فبراير سنة 1146) فوقعت الهزيمة على المسلمين، وقتل في الموقعة عبد الله ابن سعد بن مردنيش، وسيف الدولة ابن هود، ونجا ابن عياض. وكانت ضربة شديدة للمسلمين في شرقي الأندلس.

### في المصادر الأجنبية
تقول رواية ألفونسو السابع: إن سيف الدولة، بعد أن فشلت محاولته في قرطبة بعث إلى ألفونسو السابع ملك قشتالة، يخبره بأن أراضي أبدة، وبياسة وقلاعها، وهي من أملاكه التي تغلب عليها، قد ثارت عليه ورفضت أداء الضرائب المطلوبة، فندب ألفونسو أربعة من الأشراف القشتاليين هم الكونتات مانريكي، وأرمنجود، وبانسيو، ومارتن فرنانديث، وأمرهم بأن يقوموا بإخضاع أراضي أبدة، وبياسة، وجيان وغيرها، لطاعته وطاعة سيف الدولة، فسار الكونتات في قواتهم، وأغاروا على تلك الجهات وأثخنوا فيها، وافتتحوا جيان وأبدة وبياسة، ونكلوا بسكانها المسلمين، وعندئذ استغاث المسلمون بسيف الدولة، وأعلنوا بطاعته، فاستجاب لدعوتهم، وسار إليهم في جيش ضخم، وطلب إلى الكونتات النصارى أن يرفعوا أيديهم عن المسلمين، وأن يكفوا عن غزواتهم المخربة التي قاموا بها في الأراضي الإسلامية، بالتحالف مع القاضي الطموح عبد الله الطغرائي والي قونقة، فيما بين شاطبة وأبدة، وأخيراً أن يسلموا إليه الغنائم والأسرى. فرفض الكونتات مطالب سيف الدولة، وأجابوا بأنهم لم يفعلوا إلا ما أمر به عاهلهم، وما طلبه سيف الدولة ذاته. وطال الجدل بين الفريقين، وعندئذ قرر سيف الدولة أن يلجأ إلى السيف، وسار الكونتات النصارى وحليفهم القاضي الطغرائي، بعد أن امتنعت عليهم شاطبة غرباً، وسارت قوات بلنسية ومرسية وسيف الدولة لقتالهم في نفس الوقت. والتقى المسلمون والنصارى في سهل البسيط على مقربة من جنجالة، فهزم المسلمون شر هزيمة، وقتل عبد الله بن سعد قائد جند بلنسية وأسر سيف الدولة، وقتله بعض الجند النصارى دون معرفة لشخصه، وارتد ابن عياض في فلول الجيش إلى بلنسية. ولما علم ألفونسو السابع بمصرع صديقه القديم سيف الدولة أسف كل الأسف وأعلن أنه برئ من دمه.